# Huiarau Range
Huiarau Range je pohoří na východě Severního ostrova na Novém Zélandu. Nachází se v regionu Hawke's Bay. Ze západu a severu obklopuje jezero Waikaremoana. Nejvyšší horou pohoří je Maungataniwha (1 369 m) ležící na jihozápadě.
Druhou nejvyšší horou je Maungapohatu (1 366 m), která leží v severovýchodní části pohoří. Pohoří dostalo svůj název podle hojného výskytu ptáka huia (laločník ostrozobý). Výraz „huiarau“ znamená v maorštině „sto laločníků“.